# Fashion King
Fashion King (hangul: 패션왕; rr: Paesyeon Wang) é uma telenovela sul-coreana, estrelada por Yoo Ah-in, Shin Se-kyung, Kwon Yuri e Lee Je-hoon. Foi exibida pela SBS de 19 de março a 22 de maio de 2012 às segundas e terças-feiras às 21:55 com um total de 20 episódios.

## Enredo
Fashion King conta a história de um jovem aspirante a designer Kang Young-gul (Yoo Ah-in), que não tem nada e começa seu negócio da moda como um vendedor no Mercado de Dongdaemun. Ele nunca teve quaisquer metas ou sonhos para um futuro brilhante até que ele conhece Lee Ga-young (Shin Se-kyung), que perdeu os pais em um acidente quando era muito jovem, e ela cresce numa economia inteligente, determinada jovem com um talento natural para o desenho. Depois de receber uma bolsa de estudos para a New York Fashion School, Ga-young viaja para a América na esperança de alcançar o seu sonho de se tornar uma designer.
Enquanto isso, Jung Jae-hyuk (Lee Je-hoon) é a segunda geração de chaebol para uma grande empresa, que abrange a construção, distribuição, e moda, enquanto sua ex-namorada, Choi Anna (Kwon Yuri) agora trabalha sob um top designer de renome internacional. Aos poucos, Jung Jae-hyuk perde o interesse em Choi Anna e lança seu olhar sobre Lee Ga-young. Mas o coração de Ga-young é para Young-gul, e o coração de Young-gul é para Anna, assim este quadrado amoroso nunca ser resolvido? E quem vai ganhar e se tornar o Fashion King?

## Elenco

### Elenco principal
- Yoo Ah-in como Kang Young-gul[5][6][7][8]
- Shin Se-kyung como Lee Ga-young
- Kwon Yuri as Choi Anna[9][10]
- Lee Je-hoon como Jung Jae-hyuk[11]

### Coadjuvantes
- Jang Mi-hee como Madame Jo
- Han Yoo-yi como Shin Jung-ah
- Cha Seo-won como Miss Go
- Ra Jae-woong como Chil-bok
- Kim Il-woo como Jung Man-ho
- Lee Hye-sook como Yoon Hyang-sook
- Yoon Gi-won como Secretario Kim
- Kim Byung-ok como Diretor Kim

### Participações
- Seo Young-joo como Kang Young-gul jovem
- Kim Sae-ron como Lee Ga-young jovem
- Go Soo-hee como empregada de Young-gul
- Ra Mi-ran como empregada de Young-gul
- Jang Eun-bi como empregado de Young-gul
- Lee Han-wie como Hwang Tae-san
- Shin Seung-hwan como Jang Il-gook
- Ki Eun-se como Soo-ji
- Yoo Chae-yeong como Bong-sook
- Tory Burch como ela mesma (participação especial)
- Vincent D'Elia como ele mesmo (participação especial)

## Recepção
Na tabela abaixo, os números azuis representam as audiências mais baixas e os números vermelhos representam as audiências mais elevadas.
| Episódio | Data de transmissão | TNmS Ratings    | TNmS Ratings                 | AGB Ratings     | AGB Ratings                  |
| Episódio | Data de transmissão | Audiência média | Audiência média              | Audiência média | Audiência média              |
| Episódio | Data de transmissão | Em todo o país  | Região Metropolitana de Seul | Em todo o país  | Região Metropolitana de Seul |
| -------- | ------------------- | --------------- | ---------------------------- | --------------- | ---------------------------- |
| 1        | 19 de março de 2012 | 12.4%           | 14.8%                        | 10.0%           | 11.0%                        |
| 2        | 20 de março de 2012 | 11.5%           | 13.5%                        | 8.9%            | 9.5%                         |
| 3        | 26 de março de 2012 | 12.3%           | 14.8%                        | 9.2%            | 10.5%                        |
| 4        | 27 de março de 2012 | 11.6%           | 14.2%                        | 9.6%            | 10.9%                        |
| 5        | 2 de abril de 2012  | 12.6%           | 14.3%                        | 10.1%           | 11.4%                        |
| 6        | 3 de abril de 2012  | 12.7%           | 14.4%                        | 10.4%           | 12.0%                        |
| 7        | 9 de abril de 2012  | 11.9%           | 14.3%                        | 9.0%            | 10.3%                        |
| 8        | 10 de abril de 2012 | 10.7%           | 12.6%                        | 9.7%            | 10.6%                        |
| 9        | 16 de abril de 2012 | 12.5%           | 13.2%                        | 10.6%           | 12.0%                        |
| 10       | 17 de abril de 2012 | 11.1%           | 13.1%                        | 9.6%            | 10.7%                        |
| 11       | 23 de abril de 2012 | 11.3%           | 11.9%                        | 9.8%            | 11.2%                        |
| 12       | 24 de abril de 2012 | 11.6%           | 14.1%                        | 9.4%            | 10.7%                        |
| 13       | 30 de abril de 2012 | 10.8%           | 13.1%                        | 9.4%            | 10.6%                        |
| 14       | 1 de maio de 2012   | 10.9%           | 13.4%                        | 9.9%            | 10.8%                        |
| 15       | 7 de maio de 2012   | 10.7%           | 12.6%                        | 9.2%            | 10.0%                        |
| 16       | 8 de maio de 2012   | 10.9%           | 12.3%                        | 9.2%            | 10.0%                        |
| 17       | 14 de maio de 2012  | 11.0%           | 12.2%                        | 9.5%            | 10.4%                        |
| 18       | 15 de maio de 2012  | 11.4%           | 12.9%                        | 9.5%            | 10.4%                        |
| 19       | 21 de maio de 2012  | 11.2%           | 13.3%                        | 9.5%            | 10.1%                        |
| 20       | 22 de maio de 2012  | 10.8%           | 12.8%                        | 9.6%            | 10.4%                        |
| Média    | Média               | 11.4%           | 13.3%                        | 9.6%            | 10.6%                        |